# Cecilie Østensen Berglund
Cecilie Østensen Berglund (* 2. Oktober 1971 in Bærum) ist eine norwegische Juristin. Seit 2017 ist sie Richterin am Obersten Gerichtshof von Norwegen.

## Leben und Wirken
Berglund schloss ihr Studium der Rechtswissenschaften 1998 ab. Anschließend arbeitete sie als Rechtsanwältin bei Thommessen Krefting Greve Lund, einer der größten norwegischen Anwaltskanzleien. Bereits 1999 trat sie als Justizassistentin am Amtsgericht von Ytre Follo in den Dienst der norwegischen Justiz. 2002 wechselte sie als Ermittlungsrichterin an den Obersten Gerichtshof. Dort wurde sie 2007 stellvertretende Generalsekretärin. Ab 2009 war Berglund Richterin am Borgarting lagmannsrett in Oslo, einem von sechs Berufungsgerichten in Norwegen. 2013 wurde sie dort zur vorsitzenden Richterin ernannt. Sie wurde 2015 zur Vorsitzenden des neu gegründeten Rates für Menschenrechte ernannt. Am 1. Januar 2017 wurde Berglund zur Richterin am Obersten Gerichtshof von Norwegen ernannt. Seit 2021 ist sie zudem die Vorsitzende des norwegischen Gerichtsverwaltungsrates.